# Peperomia rejecta
Peperomia rejecta är en pepparväxtart som beskrevs av William Trelease. Peperomia rejecta ingår i släktet peperomior, och familjen pepparväxter. Inga underarter finns listade i Catalogue of Life.